# Wójtowa
Wójtowa – wieś w Polsce położona w województwie małopolskim, w powiecie gorlickim, w gminie Lipinki.
We wsi ma swoją siedzibę parafia św. Bartłomieja Apostoła, należąca do dekanatu Biecz, diecezji rzeszowskiej z zabytkowym drewnianym kościołem z XVI wieku i nowym murowanym z końca XX wieku.
Wieś królewska starostwa bieckiego w powiecie bieckim województwa krakowskiego w końcu XVI wieku.

## Położenie geograficzne
Wójtowa leży na pograniczu Obniżenia Gorlickiego i Pogórza Jasielskiego na Pogórzu Karpackim.

## Części wsi
| SIMC    | Nazwa   | Rodzaj    |
| ------- | ------- | --------- |
| 0356062 | Bochnia | część wsi |
| 0356079 | Borówki | część wsi |
| 0356085 | Dół     | część wsi |
| 0356091 | Gawrony | część wsi |
| 0356100 | Góra    | część wsi |
| 0356116 | Sośniny | część wsi |

## Historia
Pierwsze wzmianki o wsi pochodzą z 1363 r. Należała wówczas do starosty bieckiego. Granice wsi zostały ostatecznie wytyczone w 1595 roku. Według rejestru podatkowego z 1629 r. we wsi żyło 13 kmieci, 6 komorników i jedna rodzina rzemieślnicza.
W okresie międzywojennym działała tu komórka KPP. W czasie okupacji hitlerowskiej mieszkańcy Wójtowej i sąsiednich wsi, Pagorzyny i Lipinek, utworzyli pierwszy w okolicy oddział partyzancki GL. W sierpniu 1944 r. w domu Anny Dudy odbyło się zebranie organizacyjne nowo powołanej gorlickiej Powiatowej Rady Narodowej.
W 1972 r. wieś została odznaczona Krzyżem Grunwaldu III klasy.
W latach 1975–1998 miejscowość administracyjnie należała do województwa krośnieńskiego.
W latach 2009–2010 w ramach Małopolskiego Regionalnego Programu Operacyjnego na lata 2007–2013 (dofinansowanego ze środków Unii Europejskiej) kosztem blisko 3,6 mln zł odnowione i uporządkowane zostało ścisłe centrum wsi Wójtowa, w którym skupia się życie społeczno–gospodarcze miejscowości.
Urodził się tu Józef Wanat (1894–1940) – podpułkownik łączności Wojska Polskiego, kawaler Orderu Virtuti Militari, ofiara zbrodni katyńskiej.
W Wójtowej urodziła się Eleonora Goleń, odznaczona pośmiertnie wraz z mężem Stanisławem Goleniem Krzyżem Komandorskim Orderu Odrodzenia Polski za ratowanie Żydów w czasie II wojny światowej. Jej imię i nazwisko wymienione jest na pomniku w Wójtowej, poświęconym ofiarom terroru okupanta niemieckiego.

## Kopalnictwo naftowe
W drugiej połowie XIX w. na terenie Wójtowej odkryto złoża ropy naftowej. W 1864  wykonano pierwszy szyb. W następnych latach powstało szereg studni o głębokości 50–100 m z produkcją kilkadziesiąt do kilkuset kg dziennie. W 1872 zaczęła działać kopalnia. W 1874 było czynnych 112 otworów z produkcją ponad stu wagonów rocznie. Podobną produkcję, 113 cystern, kopalnia osiągnęła w 1884. Dane z 1907 świadczą o wyczerpywaniu się złoża, z 38 czynnych otworów uzyskano 10 wagonów ropy. Obecnie wszystkie otwory są zlikwidowane.

## Zabytki
Obiekty wpisane do rejestru zabytków nieruchomych województwa małopolskiego
- kościół pw. św. Bartłomieja Apostoła – drewniany, późnogotycki, zbudowany na początku XVI wieku, parafialny do 1994 roku[6].

- Cmentarz wojenny nr 102 – Wójtowa z I wojny światowej;

- studnia kamienno–drewniana w zagrodzie nr 247, przeniesiona do skansenu w Szymbarku.

## Dzieje parafii
Parafia w Wójtowej pw. Świętego Bartłomieja Apostoła powstała prawdopodobnie w 1513 r. w oparciu o świeżo wybudowany kościół. Od 1595 r. istniała przy niej szkoła parafialna. W 1650 r. biskup Piotr Gembicki wcielił parafię wójtowską do parafii Lipinki. W latach 1853–1873 zarząd nad parafią sprawował proboszcz w Lipinkach ks. Antoni Dobrzański. Parafię reerygował 17 października 1911 r. biskup przemyski Józef Sebastian Pelczar, obecny święty Kościoła katolickiego.
Nowy kościół parafialny pw. Miłosierdzia Bożego został zbudowany w latach 1990–1994 według projektu inż. Witolda Drzymalskiego. Wmurowania kamienia węgielnego, poświęconego w Rzeszowie przez Jana Pawła II w dniu 2 czerwca 1991 r., dokonał 28 czerwca następnego roku biskup Kazimierz Górny. Kościół został poświęcony przez biskupa Edwarda Białogłowskiego 21 sierpnia 1994 r.
Obecnym proboszczem parafii pw. św. Bartłomieja Apostoła w Wójtowej jest ks. Władysław Uchman.

## Sport i rekreacja
Na terenie Wójtowej od 1948 roku działa nieprzerwanie Ludowy Klub Sportowy Wójtowa. Sezon 2012/2013 był najlepszym w historii klubu – zakończył się zdobyciem pierwszego miejsca w klasie A nowosądecko–gorlickiej i awansem do ligi okręgowej. W sezonie 2023/24 klub gra w klasie A w grupie Nowy Sącz-Gorlice.

## Galeria

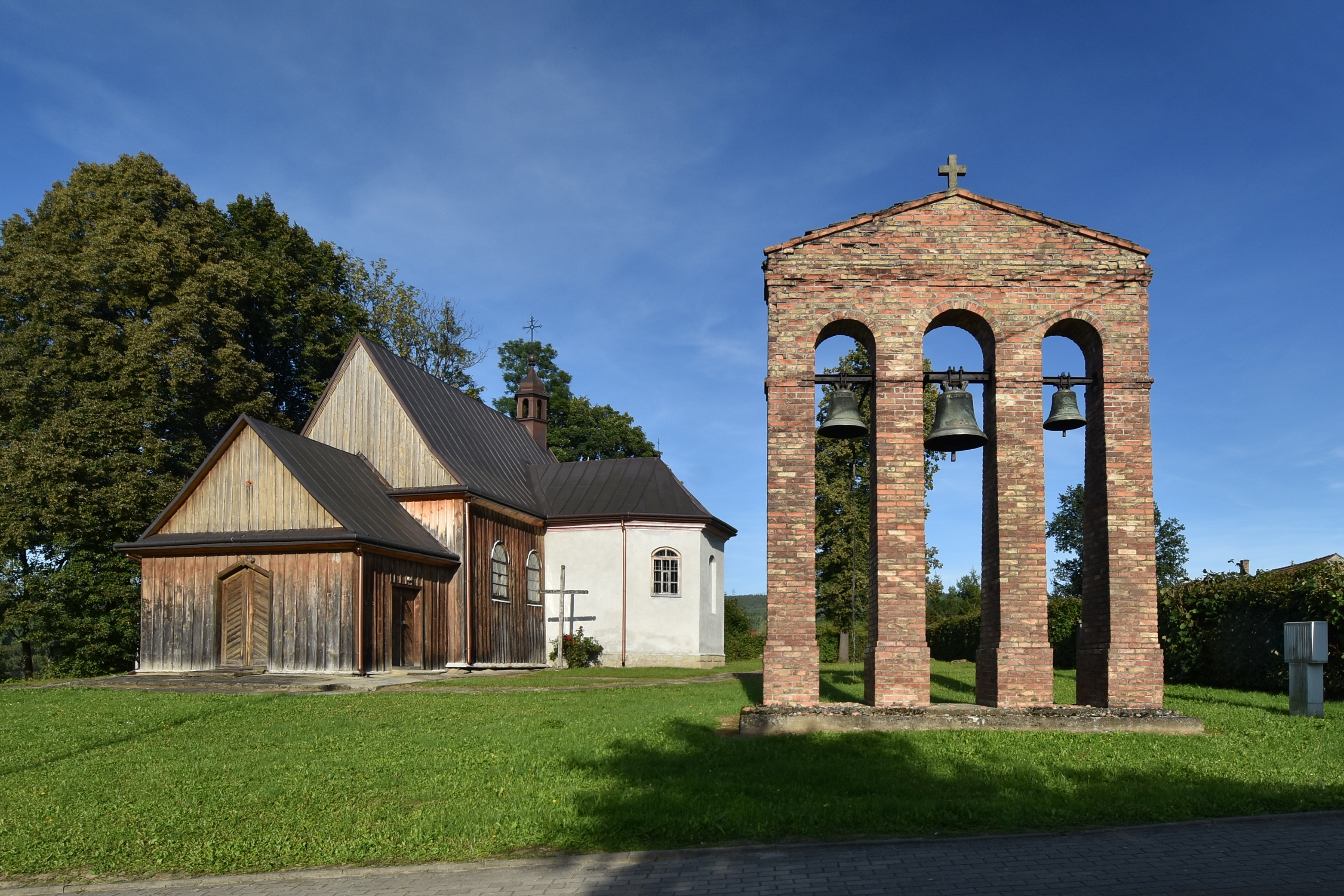
Zabytkowy kościół drewniany
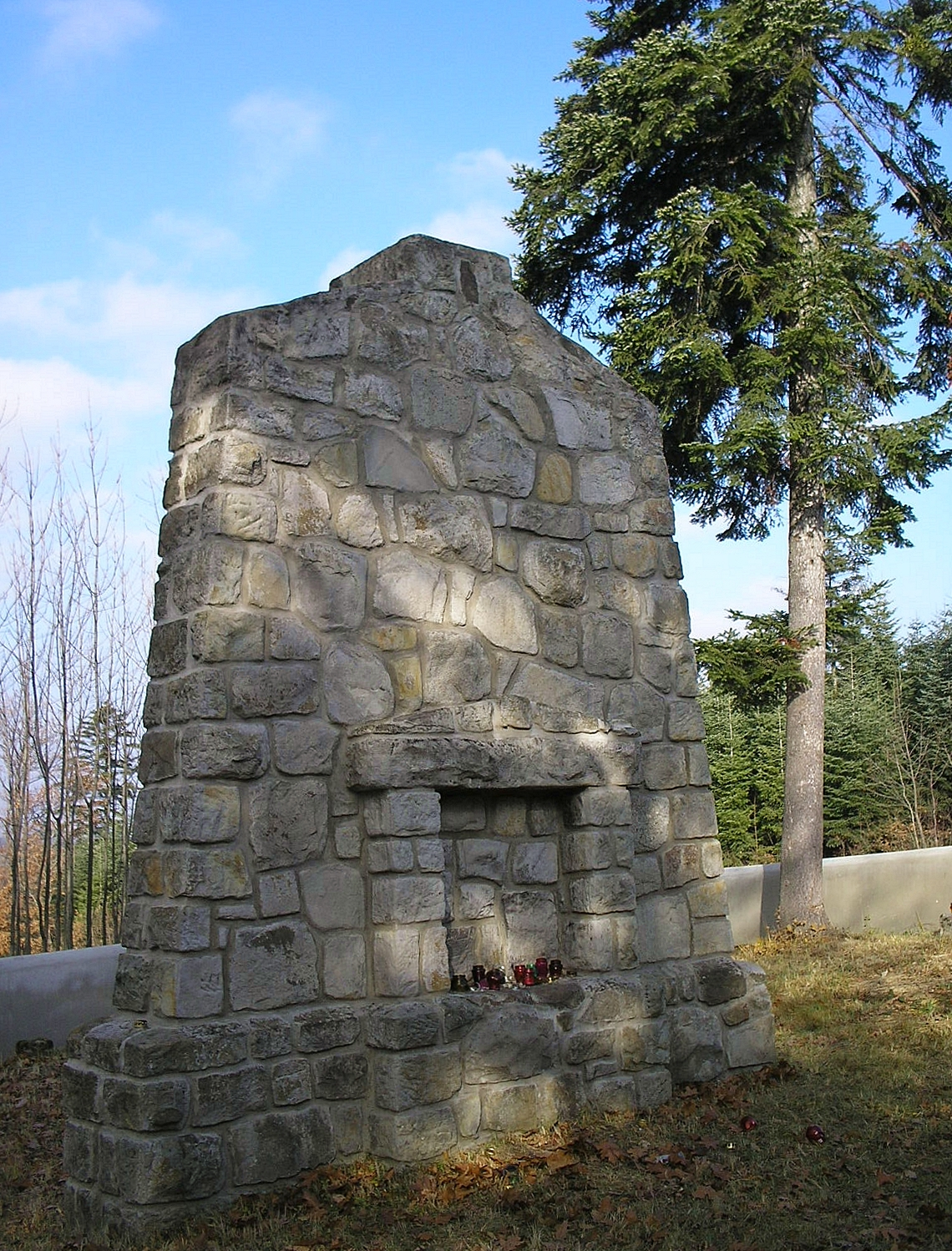
Zabytkowy cmentarz wojenny nr 102
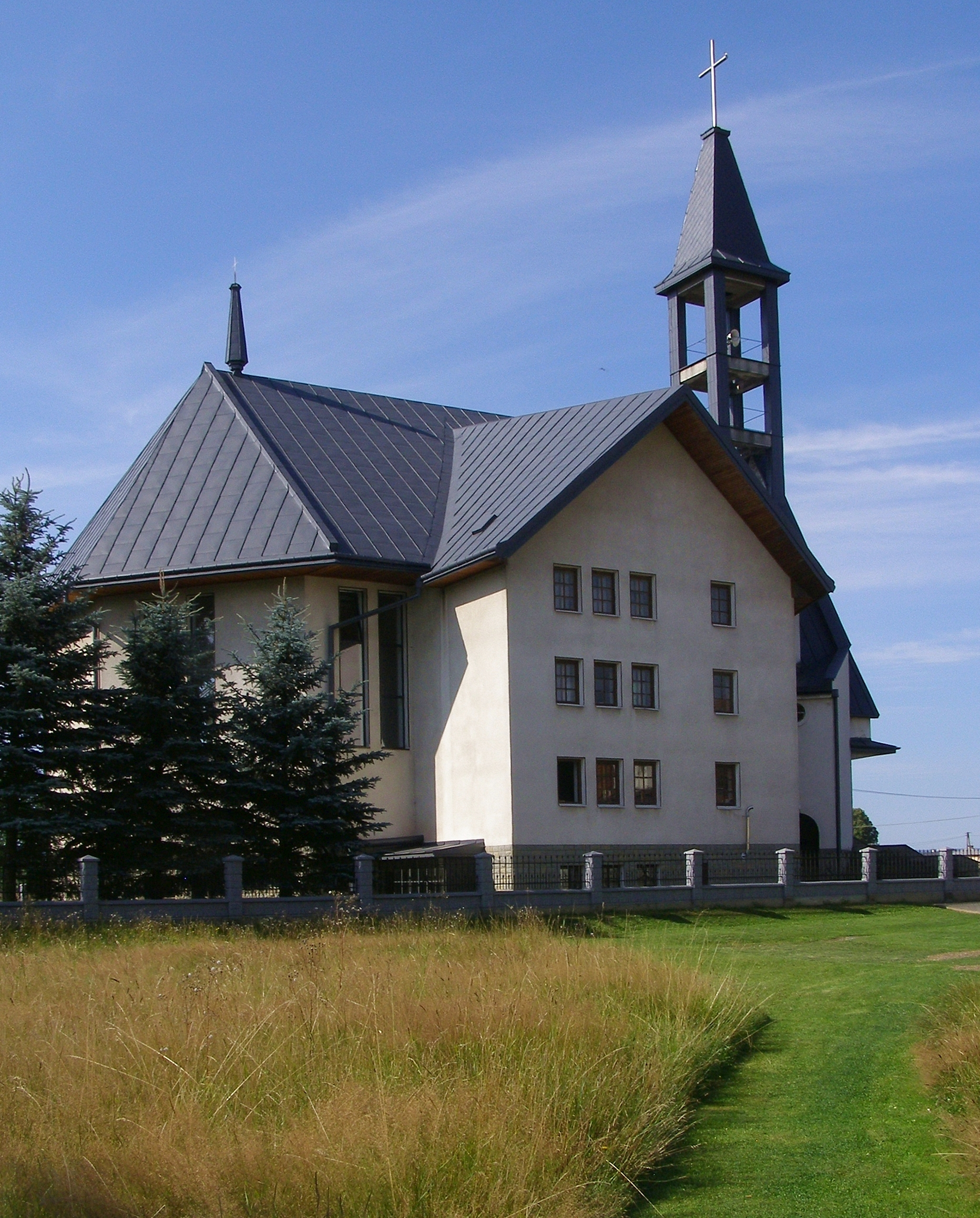
Nowy kościół parafialny